# Террористический акт в Минском метрополитене
Теракт в Минском метрополитене (бел. Тэракт у Мінскім метрапалітэне) — взрыв, произошедший на станции «Октябрьская» 11 апреля 2011 года в 17:55 по минскому летнему времени. В результате сработавшего взрывного устройства погибло 15 человек, 203 пострадало.
Возле второго и третьего вагона поезда, направлявшегося к станции «Институт культуры», в час пик на одной из самых перегруженных станций произошёл взрыв самодельного радиоуправляемого взрывного устройства в толпе пассажиров. Взрывное устройство имело мощность от 5 до 7 килограмм в тротиловом эквиваленте и было начинено металлическими элементами, чтобы вызвать многочисленные осколочные ранения у пострадавших.
Данный теракт — единственный за всю историю Минского метрополитена. Выявленные организаторы теракта — 25-летние граждане Республики Беларусь Дмитрий Коновалов и Владислав Ковалёв — были приговорены к смертной казни. По заявлению белорусских властей, приговор приведён в исполнение.
Связь между осуждёнными и взрывчаткой не была доказана. По предположениям, видео с камер наблюдения было отредактировано, и не был установлен мотив действий осуждённых. Хотя Коновалов и признал вину, он сначала не мог ясно пояснить свои мотивы. Позже он сказал, что провёл атаку с целью дестабилизировать ситуацию в стране и сменить Лукашенко. В таком объяснении Коновалов дословно процитировал определение из статьи о терроризме УК Беларуси.

## Взрыв
«Октябрьская» (бел. Кастрычніцкая) — станция, находящаяся неподалёку от резиденции президента Беларуси и наиболее загруженная из всех станций Минского метрополитена, входящая в состав единственного на тот момент пересадочного узла «Октябрьская» — «Купаловская». К моменту взрыва на станции находилось около 300 человек.
Взрыв на станции «Октябрьская» произошёл между вторым и третьим вагонами поезда, следовавшего в сторону станции «Институт культуры». Бомба была заложена под скамейку на станции напротив второго вагона. Взрывное устройство было самодельным и, по разным версиям, радиоуправляемым  мощностью от 5 до 10 килограмм в тротиловом эквиваленте и начинено рублёной арматурой, гвоздями 80×8 мм и металлическими шариками диаметром около 1,5 см.
От взрыва над эскалатором обрушился металлический подвесной потолок и элементы декора, что было принято очевидцами за разрушение эскалатора. На перроне образовалась воронка диаметром 80 сантиметров.
К станции прибыли пожарные расчёты, кареты скорой помощи и Медицинская служба Министерства чрезвычайных ситуаций. На месте происшествия начали работу сотрудники МЧС.
Президент республики Александр Лукашенко провёл совещание по поводу чрезвычайного происшествия, и спустя 2 часа после взрыва вместе с министром внутренних дел и своим 6-летним сыном спустился в метро для возложения цветов.

## Последствия
Движение на Московской линии метро было перекрыто: на соседних станциях метро «Площадь Победы» и «Площадь Ленина» пассажиров не пропускали в метро. 14 апреля метро заработало в обычном режиме.

### Пострадавшие
Непосредственно в результате взрыва погибли одиннадцать человек, позже от полученных травм ещё четыре человека умерли в больнице. За медицинской помощью обратились двести три человека.
На некоторых новостных ресурсах опубликованы списки пострадавших.
| Гражданство  | Погибшие | Пострадавшие |
| ------------ | -------- | ------------ |
| Беларусь     | 15       | 195          |
| Россия       | —        | 5            |
| Армения      | —        | 1            |
| Туркменистан | —        | 1            |
| Украина      | —        | 1            |
| Всего        | 15       | 203          |

Для оказания помощи пострадавшим российское и израильское министерства здравоохранения направили в Белоруссию группы высокопрофессиональных врачей, работавших в чрезвычайных ситуациях.
По заявлению мэра города Николая Ладутько, семьи погибших в результате теракта получат суммы, эквивалентные 10 000 долларов США.
Вечером 12 апреля на телеканале ОНТ в ходе ток-шоу «Открытый формат» (ведущие — Вячеслав Бондаренко и Тенгиз Думбадзе) прошёл беспрецедентный благотворительный марафон. В течение 2 часов на специальную телефонную линию позвонило свыше 166 тысяч жителей Белоруссии, перечисливших в фонд помощи пострадавшим от теракта свыше 332 миллионов белорусских рублей (больше 100 тысяч долларов).

### Общественный резонанс
На следующий день после взрыва в Интернете начала появляться ложная информация о взрывах в разных точках Минска. Наибольший резонанс получила весть о взрыве автобуса № 100, заменявшего метрополитен. Распространители данных слухов задержаны.
В Минске оперативно прокомментировали эти слухи:

Поступают многочисленные сообщения о взрывах в различных районах Минска. Пока ни одно из них не подтвердилось. Но похоже на спланированную информационную атаку. Сотовые сети почти не работают из-за перегрузки. Сайты новостных агентств открываются с трудом, через раз.

### Усиление мер безопасности
Президент Лукашенко распорядился проверить все воинские склады на наличие взрывчатки и боеприпасов, усилить безопасность транспорта и мест массового сбора людей.
Начаты мероприятия по выявлению хранящихся нелегально взрывчатых веществ и оружия. В минском метро была проведена установка металлодетекторов. Каждый пассажир, собирающийся пронести в метрополитен крупногабаритную ручную кладь или подозрительные предметы, обязан пройти в зону досмотра.

### Траур
Принято решение об объявлении в Белоруссии национального траура в связи с гибелью людей в результате взрыва. Об этом заявил Александр Лукашенко. Днём траура назначено 13 апреля.

### Наказания
Взрыв привёл к увольнению начальника минской милиции генерала Леонида Фармагея (Указ А. Лукашенко № 268 от 27.06.2011 года).

### Кинематограф
Вследствие теракта были отменены съёмки российского фильма-катастрофы «Метро», в итоге снятого в Самарском метрополитене.

## Версии причин теракта и политические комментарии
Выдвинуто несколько версий причин теракта. Комитет государственной безопасности Белоруссии назвал три версии:
дестабилизация обстановки, месть экстремистских организаций и действия психически нездорового человека.
Президент Лукашенко не исключал, что террористический акт мог быть организован извне.
Послы Венесуэлы и Кубы на брифинге 13 апреля заявили, что считают — Беларусь стала жертвой терроризма западных государств, в первую очередь — США. «Когда я ехал в Беларусь полтора года назад, все говорили мне, что я направляюсь в самую спокойную и стабильную страну в мире. Очевидно, что такими действиями их исполнители и те, кто за ними стоит, хотят дестабилизировать обстановку в этой стране», — заявил кубинский посол Альфредо Ньевес Портуондо.
Он подчеркнул, что в «США давно применяется одна и та же стратегия по подчинению себе того или иного государства». Она включает в себя экономическое воздействие, информационное давление, методы подрыва экономики страны и террористические акты. «В конце концов, все эти действия завершаются прямой агрессией против того или иного народа. Так США поступили с Кубой 50 лет назад, так же попытались поступить с Венесуэлой ровно девять лет назад.»
Политолог Ольга Абрамова предположила, что теракт однозначно не нужен и невыгоден действующей белорусской власти, поскольку подрывает её авторитет и устойчивость. Также, по мнению Абрамовой, теракт не был подготовлен белорусской оппозицией, так как в ней нет настолько радикальных сил.
Бывший кандидат в президенты Белоруссии, оппозиционер Александр Милинкевич посчитал, что возможное усиление политических репрессий против теракта может быть выгодно также и политическим силам за рубежом, стремящимся «уничтожить шанс нашего государства на евроинтеграцию, ослаблять его независимость».
В британской и американской прессе (The Guardian, Independent, Los Angeles Times) высказывалось мнение, согласно которому «теракт сыграет на руку руководству страны, которое может использовать его как повод для дальнейшего наступления на противников власти» Александра Лукашенко. Журналисты данных изданий указывают (не солидаризируясь с ними) на существование конспирологических версий, приписывающих организацию теракта самим белорусским спецслужбам. Эксперт ИА REGNUM Сергей Шиптенко указывает в связи с этой версией, что Беларусь испытывает серьёзные проблемы на финансовом рынке и после выборов 2010 года, не признанных рядом государств, оказалась в международной изоляции. За несколько часов до теракта 11 апреля власти ограничили доступ к двум наиболее популярным оппозиционным интернет-ресурсам, на 12 апреля было назначено рассмотрение политической ситуации в Белоруссии в ПАСЕ и Советом министров иностранных дел ЕС.
Другая версия указывает на возможную радикализацию некоторой группы белорусской оппозиции, ранее прибегавшей только к мирным средствам, под влиянием репрессий со стороны властей.
Белорусские анархисты выступили с заявлением о непричастности к теракту.
Бывший командир бригады белорусского спецназа, полковник в отставке и политэмигрант Владимир Бородач выдвинул версию, что за данным и другими взрывами могут стоять белорусские спецслужбы. По его словам, теракт организовала специальная группа, подчиняющаяся непосредственно сыну президента Белоруссии Александра Лукашенко — помощнику президента по национальной безопасности Виктору Лукашенко. Взрыв во время празднования Дня независимости в Минске в 2008 году стал поводом для отставки государственного секретаря Совета безопасности Виктора Шеймана. Отставка Шеймана якобы позволила главе государства Александру Лукашенко завершить «ротацию» кадрового состава спецслужб, во избежание номенклатурного переворота, о котором говорили в 2008 году. Проводя параллели между взрывом 2008 года и терактом в метрополитене, Бородач отмечает много сходств. Теракт в Минском метро в апреле 2011 года стал реальным поводом для массовых увольнений в силовых структурах Беларуси.
И, по мнению белорусских блогеров, взрыв произошёл как раз в тот момент, когда Беларусь скатывалась в бездну финансового кризиса и в обществе назревал протест.

## Расследование

### Предварительное расследование
На месте происшествия начали работу сотрудники КГБ, Генпрокуратуры и МВД. Генеральная прокуратура Республики Беларусь квалифицировала произошедший инцидент как террористический акт. По факту взрыва было возбуждено уголовное дело по части 3 статьи 289 Уголовного кодекса РБ («терроризм»). Руководителем следственной группы был назначен заместитель Генерального прокурора Беларуси Андрей Швед.
Власти России, Израиля и Великобритании предложили помощь в расследовании теракта, взрывотехники этих стран были направлены в Минск. Среди прибывших иностранных специалистов — начальник специальной криминалистической лаборатории ФСБ.
Сразу же после теракта были изъяты записи камер видеонаблюдения, имевшихся в метро. Также правоохранительными органами использовались фотографии и видеозаписи происшествия, выложенные в интернете. На видеозаписях с камер видеонаблюдения зафиксировали, как предполагаемый подозреваемый входит в метро с тяжелой сумкой со светлой эмблемой. На станции метро Купаловская человек выходит из поезда уже с сумкой без светлой эмблемы, позднее (2:19) стоит в переходе Купаловской. Затем заговаривает с неизвестным (3:32), после чего следует за ним по переходу к Октябрьской. Предполагаемый подозреваемый с сумкой со светлой эмблемой был зафиксирован камерами видеонаблюдения входящим на станцию Октябрьскую. После ряда перемещений по перрону станции он вышел из поля зрения камер видеонаблюдения в месте, где впоследствии произошел взрыв. Затем предполагаемый подозреваемый уже без сумки поднялся по лестнице, ведущей к входу в тоннель между станциями и там ожидал. Рядом с ним всё это время находились двое неизвестных, которые оживленно беседовали (5:45—7:21). Затем предполагаемый подозреваемый произвел манипуляции под своей одеждой, после чего произошёл взрыв (7:22). Камерами видеонаблюдения на выходе из метро было чётко зафиксировано лицо подозреваемого.
Утром 12 апреля КГБ Белоруссии сообщил о том, что установлен наиболее вероятный исполнитель теракта. Был объявлен розыск предполагаемого преступника. Составлены фотороботы двух подозреваемых в совершении теракта, их имена не раскрывались.
Чуть позже по подозрению в причастности к теракту были задержаны несколько человек. Об этом сообщил журналистам Андрей Швед. На вопрос, являются ли задержанные гражданами Белоруссии, он отвечать отказался.
Днем 13 апреля Лукашенко заявил о раскрытии теракта. По словам Лукашенко, в пять утра 13 апреля двое задержанных накануне лиц признались в содеянном. Стало известно, что один из задержанных является токарем, а другой — электриком.
Один из задержанных был определён после просмотра видеозаписей на всех станциях минского метро за несколько предшествовавших теракту дней. Из записей выяснилось, что подозреваемый регулярно выходил из метро на станции «Фрунзенская». На станции было организовано наружное наблюдение. Согласно следствию, 12 апреля сотрудники наружного наблюдения увидели человека, похожего на подозреваемого, и проводили его до места, в котором он проживал, а затем вызвали спецподразделение белорусского МВД «Алмаз». Бойцы «Алмаза» провели задержание подозреваемого.
Психиатры провели беседы с задержанным и, по их мнению, он является вменяемым. Со слов психиатров стало известно, что задержанный объясняет свои действия удовольствием, которое ему доставляют страдания людей.
14 апреля Андрей Швед сообщил, что было установлено место изготовления взрывного устройства. Швед сказал, что это не Минск, более подробные сведения о месте сообщить отказался. Также он сообщил, что всего по подозрению в совершении теракта в минском метро было задержано 5 человек (среди них одна женщина). В отношении двоих из них избрана мера пресечения в виде заключения под стражу. Один из арестованных является непосредственным исполнителем взрыва, другой — его сообщник. Швед продемонстрировал журналистам видеозаписи, на которых был запечатлен подозреваемый в осуществлении теракта.
Вечером 14 апреля первый заместитель министра внутренних дел Олег Пекарский заявил, что подозреваемый является уроженцем города Витебска, в этом же городе он изготовил взрывное устройство. Пекарский сообщил, что по месту жительства подозреваемого обнаружены доказательства, которые подтверждают изготовление им взрывчатки.
15 апреля заместитель начальника следственного управления Генеральной прокуратуры Максим Воронин сообщил, что профессия и знания человека, подозреваемого в совершении взрыва, позволили ему создать бомбу. Воронин пояснил, что этот человек не имел отношения к силовым структурам. Генеральный прокурор Григорий Василевич сообщил, что главный подозреваемый в совершении теракта не проходил обязательную для военнообязанных дактилоскопию. По предположению Василевича, через два месяца дело о теракте в минском метро может быть передано в суд.
16 апреля было сообщено, что по месту жительства исполнителя теракта была найдена лаборатория, в которой тот изготавливал взрывчатку. Подозреваемый имел отличные познания в химии. Перед тем, как осуществить теракт, он несколько раз посещал метро с целью изучения схемы движения метропоездов, объектов обеспечения безопасности и т. п.
19 апреля было сообщено, что всего по делу о теракте было задержано 4 человека. Первый подозревался в том, что был исполнителем теракта и создателем взрывного устройства, второй — напарник первого, третий — женщина, четвёртый — помогал в изготовлении взрывчатого вещества. Четвёртый человек был задержан в Витебске.
По словам президента Белоруссии А. Лукашенко, один из предполагаемых исполнителей теракта настолько тщательно готовился к осуществлению теракта, что научился собирать бомбу с закрытыми глазами, и израильские специалисты, которых пригласили для оказания помощи в расследовании преступления, поставили соответствующий эксперимент.

### Судебное следствие и приговор

Д. Коновалов и В. Ковалёв в зале суда

1 августа предварительное расследование террористического акта было завершено. Обвинения в организации и исполнении теракта (и других преступлений, совершённых ими ранее) были предъявлены двум гражданам Беларуси — Дмитрию Коновалову и Владиславу Ковалёву.
В постановлении о передаче дела в суд были изложены дополнительные подробности, касающиеся теракта и личности обвиняемых Дмитрия Коновалова и Владислава Ковалёва. Коновалов с 2000 года совершил одиннадцать взрывов, ещё одна его бомба не сработала. Большинство из этих инцидентов были квалифицированы как хулиганство. В 2005 году Коновалов организовал два взрыва в Витебске и взрыв в Минске на день независимости в 2008 году. Теракт, произошедший в апреле 2011 года, Коновалов совершил в состоянии алкогольного опьянения.
Слушание дела о данном теракте началось 15 сентября. На процессе Ковалёв заявил, что дал показания под психологическим давлением.
30 ноября 2011 года вынесен приговор по делу о данном теракте. Обвиняемые, Дмитрий Коновалов и Владислав Ковалёв, были признаны виновными и приговорены к высшей мере наказания — расстрелу. 14 марта 2012 года президент Белоруссии Александр Лукашенко отказался помиловать приговорённых. 15 и 16 марта 2012 года Ковалёв и Коновалов были казнены. 17 марта матери Ковалёва по почте пришло письмо, отправленное 16 марта, в котором было сказано, что приговор в отношении её сына приведён в исполнение.
В период судебного следствия мать Владислава Ковалёва, Любовь Ковалёва, подала жалобу, в которой она указала нарушения уголовно-процессуального кодекса во время проведения следствия и суда. Верховный Суд принял жалобу; её рассмотрение продолжилось уже после приведения приговора в исполнение.
Мать и сестра подали жалобу в Комитет ООН по правам человека, которая была зарегистрирована 15 декабря 2011 года и рассмотрена 29 октября 2012 года. Генпрокуратура отказалась пересматривать дело Владислава Ковалёва по вновь открывшимся обстоятельствам.

## Критика в СМИ
Судебный процесс над Коноваловым и Ковалёвым получил широкое освещение в СМИ — первый день слушаний освещали более 40 представителей белорусских и зарубежных источников. Показания Владислава Ковалёва на следствии и в суде кардинально расходятся. Процесс вызвал неоднозначную реакцию среди потерпевших от взрыва в минском метро. На процесс были приглашены 523 пострадавших от всех взрывов, вину за которые возложили на Ковалёва и Коновалова, несколько сотен свидетелей.
СМИ отмечают нестыковки в расследовании, которое заняло 550 томов уголовного дела. Учитывая масштабы и сложность уголовного дела, количество свидетелей (сотни) и пострадавших (более 500), некоторые эксперты указывают на очень короткий срок от ареста Коновалова и Ковалёва до их расстрела (чуть больше 11 месяцев) и от приговора до расстрела (3,5 месяца) — как показывает практика приведения приговора смертной казни к исполнению, даже если они состоят из одного эпизода преступления, то процесс занимает более продолжительное время. Олег Алкаев, бывший начальник минского СИЗО, заявил, что дело слишком запутанное. Журналисты, побывавшие в подвале, где, по словам следствия, размещалась лаборатория террориста и была произведена уникальная и неизвестная специалистам ранее взрывчатка и где он оттачивал своё мастерство, публиковали разговоры с соседями семьи Коновалов в Витебске: те рассказывали, что не могут припомнить частые визиты Коновалова в этот подвал. Критике подверглась «утечка» в интернет многостраничного постановления заместителя генерального прокурора о направлении в суд уголовного дела № 11068930017, где обвиняемых в теракте обвинили также в хулиганских поджогах в подъездах десятилетней давности, взрывы в Витебске в 2005 году и в Минске на концерте в честь Дня независимости в 2008 году.
На суде Коновалов признал вину в совершении терактов в минском метро, а также 4 июля 2008 года в Минске и в незаконных действиях со взрывчатыми веществами. По остальным пунктам обвинения Коновалов своей вины не признал. Владислав Ковалёв изменил свои первоначальные показания. Он заявил, что в подготовке взрыва не участвовал и не считает, что метро взрывал Коновалов. Сам Коновалов, как и его родители, отказались от дачи показаний в суде.
Аналитики в СМИ обсуждали отсутствие мотива преступлений, инкриминируемых Коновалову и Ковалёву, нестыковки в обнародованных деталях совершения взрыва в метро, направленность следствия при сборе доказательств. Целью теракта прокуратура сочла «дестабилизацию общественного порядка и устрашение населения». Зачитывая обвинительное заключение, прокурор заявил, что при совершении преступления Коноваловым двигало «стремление противопоставить свою личность интересам общества, продемонстрировать вседозволенность и неоправданную агрессию, получить моральное удовлетворение от процесса безнаказанности за свои преступления, ложно понимаемого чувства самореализации и своего превосходства над людьми и обществом».

## Отражение в культуре
Спустя год после теракта белорусское телевидение сняло и показало документальный фильм «Метро», посвящённый теракту. Собственный фильм «Страх у краіне спакою» на ту же тему снял и канал Белсат.
23 декабря художник Денис Лимонов (участник художественной группы «Липовый цвет») отправляет открытое письмо Генеральному прокурору Белоруссии А. В. Конюку, в котором заявляет о причастности арт-группы «Липовый цвет» к терактам, в которых обвинили Коновалова и Ковалёва.